# جون بيكلي
جون جيمس بيكلي (4 أغسطس 1757-8 أبريل 1807) سياسي أمريكي ومدير حملة سياسية أمريكية وأول أمين مكتبة في الكونجرس الأمريكي، من عام 1802 إلى عام 1807. يعود إليه الفضل في كونه أول مدير حملة سياسية في الولايات المتحدة ووضع المعايير لنظام الحزب الأول.

## النشأة
وُلِد بيكلي في لندن، وأرسله والداه وهو في عمر الحادية عشرة إلى مستعمرة فيرجينيا كمقدم خدمات متعاقد. تم بيع خدمات جون جيمس بيكلي إلى شركة جون نورتون آند صن التجارية استجابة لطلب جون كلايتون بتعيين كاتب، ووصل إلى فيرجينيا قبل اتمامه الثانية عشر من عمره بقليل. قام كلايتون بتوجيه بيكلي في مسيرته التعليمية المستمرة، ومن خلال العمل مع كلايتون، تعرف بيكلي على العديد من الأعضاء المؤثرين في المستعمرة. عندما توفي كلايتون في ديسمبر 1773، اختار بيكلي البقاء في فيرجينيا بدلاً من العودة إلى لندن.
وعلى عكس العديد من التقارير، فإنه لم يكن طالبًا في كلية ويليام وماري. بدأت جمعية فاي بيتا كابا في كلية ويليام وماري في 5 ديسمبر 1776. وبما أن بيكلي لم يكن طالباً في الكلية، فإنه لم يكن مؤهلاً للحصول على العضوية. في 10 ديسمبر 1778، تم توسيع دستور الجمعية للسماح بانتخاب غير الطلاب، وبعد بضعة أشهر، في 10 أبريل 1779، تم انتخاب بيكلي. وفي غضون شهر، كما كان من المتوقع، تم اختياره كاتب أو سكرتير. 

## الحياة المهنية
في يونيو 1782، شارك بيكلي في الانتخابات الأولى لمدينة ريتشموند، فيرجينيا، وكان واحد من 12 عضو منتخب في المجلس. عام 1783 تم انتخابه رئيسًا لبلدية ريتشموند، وهو الدور الذي استمر فيه ثلاث مرات.  بحلول هذا الوقت، كان قد جمع 49,000 أكر (20,000 ها) من الأراضي الغنية غير المأهولة في الغرب، ولكنها كانت مقيدة بالدعاوى القضائية. كان بيكلي ماسوني، وفي عام 1785 شارك في جهود جمع التبرعات التي كانت مسؤولة عن بناء قاعة الماسونيين في ريتشموند. 
اهتم به السياسي الامريكي جيمس ماديسون بصفته كاتب في مجلس النواب في عام 1789. عندما تم إنشاء منصب أمين مكتبة الكونغرس في 26 يناير 1802، طلب الرئيس توماس جيفرسون منه أن يشغل المنصب (كان يشغل أيضًا منصب كاتب مجلس النواب). وباعتباره أول أمين مكتبة في الكونجرس، كان يتقاضى 2 دولار في اليوم.  شغل بيكلي المنصبين في نفس الوقت حتى وفاته في عام 1807.  ارتبط بالمتطرفين (وخاصة المهاجرين منهم) وأصبح من المؤيدين المتحمسين للثورة الفرنسية. كان يكتب بشكل متكرر في جريدة National Gazette التي أسسها فيليب فرينو وفي جريدة General Advertiser التي أسسها بنيامين باتش، مما جعله معروفًا كممثل واضح للجمهورية الأمريكية. لقد استخدم الصحافة بقوة لإدانة هاملتون والفيدراليين باعتبارهم ملكيين متخفين كان فسادهم مدمرًا للقيم الأمريكية. تم انتخابه لعضوية الجمعية الفلسفية الأمريكية في عام 1791. 

## الأنشطة السياسية
في نهايات ثمانينيات القرن الثامن عشر، تولى بيكلي مسؤولية إدارة مجموعة من 12 تعديلا جديد على الدستور. وقد أُرسلت هذه التعديلات إلى الولايات في شهر سبتمبر 1789، وتم التصديق على 10 منها بحلول 15 ديسمبر 1791. وتُعرف هذه التعديلات العشرة الأولى على الدستور الآن باسم وثيقة الحقوق.
وبحلول عام 1792، بدأ تشغيل آلة الدعاية للحزب الجمهوري الجديد الذي كان جيفرسون وماديسون يقومان بتأسيسه. وهكذا، أخبر ماديسون في مايو 1795، "أرفقت ثماني نسخ من "الملاحظات السياسية". لقد أحضرت عشرين نسخة من نيويورك وقمت بتوزيعها جميعًا. أتوقع خمسين نسخة أخرى في غضون يوم أو يومين، وسأقوم بتوزيعها أيضًا - لقد تم شراؤها وتوزيعها بأعداد كبيرة هناك، ويتم الاستفسار عنها بشغف من قبل الأرقام هنا - سيتم إعادة نشرها في بوسطن وبورتسموث وفيرمونت وريتشموند ".  أيضًا في عام 1792، ألقى الضوء على علاقة ألكسندر هاملتون بجيمس رينولدز وزوجته ماريا. وقد أدى هذا إلى مواجهة جيمس مونرو وأعضاء الكونجرس مولينبيرج (من بنسلفانيا) وفينابل (من فرجينيا) لوزير الخزانة في 15 ديسمبر/كانون الأول 1792. ونفى هاميلتون ارتكاب أي مخالفات مالية، لكنه اعترف بإقامة علاقة غرامية مع زوجته ماريا ودفع أموال لزوجها مقابل صمته. وافق الجمهوريون على إبقاء الأمر سريًا ولم يصبح علنيًا حتى عام 1797. 
عام 1795 تولى زمام المبادرة في إدانة معاهدة جاي، وبرز باعتباره المتحدث الأكثر وضوحاً باسم الحزب الجمهوري الجديد. عام 1796 كتب تحت لقب "المراقب الهادئ"، متهمًا جورج واشنطن، من بين جرائم شنيعة أخرى، بسرقة أموال عامة، وأنه يستحق العزل بجدارة. 
عام 1796 أدار حملة جيفرسون في بنسلفانيا، وغطى الولاية بوكلاء وزعوا 30 ألف تذكرة مكتوبة بخط اليد، تحمل أسماء جميع الناخبين الخمسة عشر (لم يكن مسموح بالتذاكر المطبوعة). وهكذا، أخبر أحد الوكلاء: "في غضون أيام قليلة، سيتصل بك صديق جمهوري مختار من المدينة ومعه حزمة من التذاكر لتوزيعها في مقاطعتك. وأنا على يقين من أنك ستقدم له أي مساعدة أو نصيحة يمكنك تقديمها له فيما يتعلق بالمناطق والشخصيات المناسبة. إنه أحد صديقين جمهوريين، تعهدا بالتجول في جميع المقاطعات الوسطى والدنيا في هذه المهمة، وإحضار 6 أو 8 آلاف تذكرة معهم". وهكذا أصبح بيكلي أول مدير حملة محترف أمريكي. قام الفيدراليون بعزله من منصبه ككاتب في مجلس النواب في عام 1797. وسرعان ما وجد له حلفاؤه في بنسلفانيا وظيفة حكومية، وأصبح أكثر نشاطاً في الترويج لترشيح جيفرسون في عام 1800. كافأه جيفرسون بمنصبه القديم ككاتب لمجلس النواب الأمريكي ؛ وحصل بيكلي على موافقة المجلس على إضافة لقب أمين مكتبة الكونجرس. 

## العائلة
تزوج بيكلي من ماريا برينس، ابنة قائد سفينة متقاعد، قبل انتقال الكونجرس من نيويورك إلى فيلادلفيا، حيث عاش الاثنان من عام 1791 حتى عام 1801.  وُلِد ابنهما ألفريد بيكلي في 26 مايو 1802.  واصل ألفريد تأسيس مدينة بيكلي على الأراضي الغربية (الآن في غرب فرجينيا)، وأطلق عليها هذا الاسم تكريمًا لوالده. تم إدراج منزله، وايلدوود، في السجل الوطني للأماكن التاريخية عام 1970.